# Alberta
Alberta je jedna od deset provincija u Kanadi koja spada u regiju Srednji zapad. U Alberti su pronađena velika nalazišta nafte oko Edmontona i Calgaryja i tu se proizvodi oko 70 % kanadske nafte.

## Geografija i klima
Alberta se jedna od tri prerijske provincije Kanade. Nalazi se na zapadu države, a graniči s provincijom Saskatchewan na istoku, Britanskom Kolumbijom na zapadu i Sjeverozapadnim teritorijima na sjeveru. Južna granica Alberte (granica s Montanom) međudržavna je granica između Kanade i SAD-a. Od ukupno preko tri milijuna stanovnika Alberte, 72 % njih živi u 400 km dugom urbanom koridoru između Calgaryja i Edmontona. Glavni grad provincije je Edmonton. Glavni trgovački centar je Calgary.
Reljef Alberte je mješovit. Najveći provincije su ravnice ili blago zatalasani prostori. Manji dio reljefa, i to na zapadu i sjeverozapadu provincije, čine planinski obronci stjenovitih planina. Alberta ima veliki broj jezera i rijeka. Neka od većih jezera su: Athabasca, Claire, Malo ropsko jezero, jezero Louise i dr. Najveći gradovi u Alberti su: Edmonton, Calgary, Red Deer, Lethbridge, Medicine Hat i dr.
Alberta ima tri tipa klime: alpski na zapadu provincije, prerijski-podtip oštre kontinentalne na jugu i subpolarnu klimu na sjeveru.

## Indijanci
Suvremeni Indijanci podjeljeni su na sljedeće prve nacije: Alexander, Alexis Nakota Sioux Nation, Athabasca Chipewyan First Nation, Bearspaw, Beaver First Nation, Beaver Lake Cree Nation, Bigstone Cree Nation, Blood, Chiniki, Chipewyan Prairie First Nation, Cold Lake First Nations, Dene Tha', Driftpile First Nation, Duncan's First Nation, Enoch Cree Nation 440, Ermineskin Tribe, Fort McKay First Nation, Fort McMurray 468 First Nation, Frog Lake, Heart Lake, Horse Lake First Nation, Kapawe'no First Nation, Kehewin Cree Nation, Little Red River Cree Nation, Loon River Cree, Louis Bull, Lubicon Lake, Mikisew Cree First Nation, Montana, O'Chiese, Paul, Piikani Nation, Saddle Lake, Salt River First Nation 195 (Northwest Territories), Samson, Sawridge, Siksika Nation, Smith's Landing First Nation, Stoney, Sturgeon Lake Cree Nation, Sucker Creek, Sunchild First Nation, Swan River First Nation, Tallcree, Tsuu T'Ina Nation, Wesley, Whitefish Lake, Woodland Cree First Nation.